# Canthium cavaleriei
Canthium cavaleriei är en måreväxtart som beskrevs av Augustin Abel Hector Léveillé. Canthium cavaleriei ingår i släktet Canthium och familjen måreväxter. Inga underarter finns listade i Catalogue of Life.